# Skihist Mountain
Skihist Mountain är ett berg i Kanada.   Det ligger i provinsen British Columbia, i den södra delen av landet, 3 400 km väster om huvudstaden Ottawa. Toppen på Skihist Mountain är 2 968 meter över havet.
Terrängen runt Skihist Mountain är bergig österut, men västerut är den kuperad. Skihist Mountain är den högsta punkten i trakten. Trakten runt Skihist Mountain är nära nog obefolkad, med mindre än två invånare per kvadratkilometer.. Det finns inga samhällen i närheten.
Trakten runt Skihist Mountain består i huvudsak av gräsmarker.